# 答弁書 (民事訴訟)
日本の民事訴訟において用いられる答弁書（とうべんしょ）とは、訴状記載の請求の趣旨に対する答弁や訴状記載の事実に対する認否を記載した書面である（民訴規則80条1項）。

## 答弁書の性質
同規則79条1項の規定（「答弁書その他の準備書面は……」）からも明らかなように、答弁書は準備書面としての性質を有している。
訴状は、被告に届いた時点で訴訟係属という重要な訴訟法上の効果を生じさせることから、送達という厳格な手続により被告に通知されるが、答弁書は他の準備書面と同様に原告にファクシミリなどで直送（直接送付）することで足りる（同規則83条）。

## 答弁書の記載事項

### 実質的記載事項
民事訴訟規則80条により、答弁書の記載事項は以下のとおりとなる。

#### 請求の趣旨に対する答弁
訴状の請求の趣旨（民訴法133条2項2号）に対して、被告が求める判決主文を記載する。
原告の請求を棄却するとの判決を求める旨（本案の答弁）のみを記載する例が多いが、訴えが不適法であることを理由に本件訴えを却下するとの判決を求める旨（本案前の答弁）を記載することもある。
訴訟費用は原告の負担とするとの判決を求める旨も記載するのが通常である。
仮執行免脱宣言を求めることもあるが、担保金の負担が生じることもあり、行政訴訟以外では実務上あまり用いられない。

#### 請求の原因に対する認否
原告が請求の原因（民訴法133条2項2号）の主張する事実に対する認否としては「認める」「否認する」「知らない（不知）」などが用いられる。
原告の主張する事実を認めた場合、争いのない事実となり証明が不要となるほか（民訴法179条）、主要事実に関しては自白の撤回が制限される（間接事実について自白の撤回を制限するべきかについては争いがあるが、判例は間接事実については自白の撤回が許されるとの立場を取る（最高裁昭和41年9月22日民集20巻7号1392ページ））。
原告の主張する事実を否認した場合、その事実の有無が争われることになる。
原告の主張する事実のうち請求原因や再抗弁は原告が証明責任を負うが、他方抗弁の先行否認に当たるものは被告が証明責任を負う。
被告が知らない、ないし不知と述べた場合にはその事実を争ったものと推定される（民訴法159条2項）ので、否認した場合と同様にその事実の有無が争われることになる。
なお、認否において「争う」との語が用いられることがある。実務では相手方の法的主張（よって書きなど）に関して「争う」「争わない」という表現を用いるのが慣例である。事実に対する認否において「争う」との語を用いることも皆無ではないが誤用である。

#### 抗弁事実
請求原因から発生する法的効果を何らかの形で覆滅する主張を抗弁という。被告が抗弁を主張する場合には答弁書に記載すべきものとされている。

#### 重要な関連事実および証拠
訴状において重要な関連事実および証拠を記載すべきとされているのと同様に、答弁書においても被告から見たこれらを記載すべきとされている。これは、早期に争点を明らかにすることによって事件の迅速適切な解決に資することを目的としている。

### 形式的記載事項
答弁書には被告またはその代理人の郵便番号および電話番号（ファクシミリの番号も含む。）を記載しなければならない（民訴規則80条3項、53条4項）。被告またはその代理人への連絡を円滑に行うために要求されている。

## 答弁書の擬制陳述

### 擬制陳述の要件および効果
被告が最初にすべき口頭弁論期日に出頭せず、または出頭したが本案の弁論をしないときは、裁判所は被告が提出した答弁書に記載した事項を陳述したものとみなして、出頭した原告に弁論をさせることができる（民訴法158条）。第1回口頭弁論期日の日程は被告の都合を考慮せず指定されるので、仮に被告が出廷しなければ答弁書を陳述できないとすれば被告の防御の機会が保障されないこととなり、手続的正義が果たされないからである。
この規定に基づき、被告は第1回口頭弁論期日には答弁書だけ提出して欠席することが一般的である。

### いわゆる「追って書き」
やむを得ない事由により答弁書の実質的記載事項を満たせない場合は、速やかに準備書面において補充することが許容されている（民訴規80条1項後段）。被告に訴状が送達されてから答弁書の提出期限まで短期間しかないことが多く、被告が十分な検討を行う猶予を与えられないまま完璧な答弁書を提出しなければならないとすると酷であるため、実質的公平を担保するため設けられた規定である。
この規定に基づき、答弁書には請求の趣旨に対する答弁と「請求の原因に対する認否および反論は追って行う。」というような文言のみを記載して提出しておき、詳細な内容は後に提出する準備書面に記載することが実務上一般的に行われている。このような答弁書の記載を通称「追って書き」と呼ぶ。

## 答弁書不提出のままの被告欠席
被告が答弁書を提出しないまま口頭弁論期日に欠席した場合には、原告が訴状において主張した事実を被告が争わなかったものとみなされる（民訴法159条3項、1項。被告が公示送達による呼出を受けたときはこの限りではない。）。
これにより、原告の主張どおりの事実を前提とした判決が下されることになり、ほとんどの場合、請求の全部認容判決となる。